# Ondedei
Ondedei, nobile famiglia di Pesaro, derivata dagli Omodei di Rimini, nota già dal XIII secolo ed estinta dopo la metà del XIX secolo.

## Membri illustri
- Costanza Ondedei (XIV secolo), moglie di Malatesta III Malatesta, signore di Rimini
- Omodio (?-1353), vescovo di Pesaro
- Pietro Ondedei (?-1450), vescovo di Imola
- Roberto Ondedei (XV secolo), luogotenente di Alessandro Sforza, signore di Pesaro
- Francesco Ondedei (XVI secolo), giureconsulto
- Giovanni Ondedei (?-1603), letterato
- Giuseppe Zongo Ondedei (1608-1674),  vescovo di Fréjus